# Andrei Romanow
Andrei Romanow (russisch Андрей Романов; * 10. Juli 1979 in Moskau) ist ein russischer Autorennfahrer.

## Karriere
Romanow begann seine Motorsportkarriere 2003 mit einem VW Polo in der Russischen Light-Tourenwagen-Meisterschaft. Ein Jahr später wechselte er in den russischen Lada Cup, den er 2004 auf dem 18. Platz und im folgenden Jahr auf dem sechsten Platz beendete. 2006 nahm er mit einem Honda Civic Type R an der russischen Tourenwagen-Meisterschaft teil, in der er den 18. Meisterschaftsplatz erreichte. Parallel dazu nahm er am russischen Honda Civic Cup teil, in dem er Zwölfter wurde. Zudem startete er im gleichen Jahr in einem Citroën Saxo VTS erstmals bei einem Rennen der ADAC-Procar-Serie.
2007 wechselte Romanow nun für eine komplette Saison in die ADAC-Procar-Serie und trat dort mit einem BMW 320i des Teams Engstler Motorsport an. Er erzielte den zweiten Platz in der Gesamtwertung. Beim Saisonfinale in Macau hatte er seinen ersten Auftritt in der Tourenwagen-Weltmeisterschaft. 2008 bestritt er für Engstler Motorsport, nun im BMW 320si, eine komplette Saison in der Tourenwagen-Weltmeisterschaft und belegte den fünften Platz in der Privatfahrerwertung. 2009 folgten wieder Einsätze in der ADAC-Procar-Serie. Er ging mit einem Chevrolet Lacetti des Teams Maurer Motorsport an den Start und erreichte mit drei Siegen den sechsten Gesamtrang. 2010 kehrte Romanow zu Engstler Motorsport in die Tourenwagen-Weltmeisterschaft zurück.